# 마이클 도슨 (로스트)
마이클 도슨(Michael Dawson)은 미국의 방송사 ABC의 텔레비전 드라마 시리즈 로스트의 등장인물 중 한 명이다. 아들인 월트에 대한 양육권에 대해 마이클의 아내인 수잔 로이드와 법적 분쟁에서 패한 후 마이클은 월트가 10살이 되기까지 월트를 본 적이 없었다. 그러다가 수잔이 죽은 후 마이클은 월트를 데리고 호주에서 미국으로 돌아가려 하다 비행기가 미지의 섬에 추락하고 만다. 이 섬에서 월트가 아더스에게 납치된 후 마이클은 월트를 구출하려 하고 결국 구출하는 데 성공하고 섬을 탈출하나 탈출하는 도중 리비 스미스와 아나 루시아를 총살한 것 때문에 월트와 불화가 생기게 되고 자살까지 시도하게 된다. 그후 자신의 죗값을 치르기 위해 카하나 호 일원들과 섬으로 돌아오게 되나 케이트 오스틴, 권선화, 잭 셰퍼드, 프랭크 라피두스, 휴고 헐리 레예스, 데스몬드 흄, 사이드 자라, 권진수를 지키기 위해 자신을 희생해 배의 폭발과 함께 사망한다. 시즌 6에서는 휴고 헐리 레예스 앞에 유령의 형태로 나타나 헐리에게 리비 스미스를 총살한 것에 대해 사과한다.
처음 페리네우는 이 역할을 맡는 것에 대해 회의를 느꼈지만 로스트의 제작자 중 한명인 J. J. 에이브럼스의 설득에 따라 수락하게 된다. 시즌 1 도중 마이클에 대한 대본이 많이 바뀌었는데 권선화와 권진수와의 삼각 관계를 이루게 하려다 팬들의 반응에 따라 취소된 게 그중 하나이다. 마이클이 시즌 2에서 섬을 떠난 후 페리네우는 마이클의 일대기가 끝나지 않을 거라며 로스트의 어느 시점에서 다시 등장하게 될 것이라고 추측했고 결국 그렇게 되었다. 캐릭터에 대한 반응은 엇갈렸으나, 페리네우의 연기에 대해서는 극찬을 받았다.

## 주해
1. ↑  작중 헐리와 리비는 커플이었다.